# 车载音响
车载音响是指汽车上可以發出聲音的設備。司機可以通过汽車儀錶板上的按钮控制聲音，並且通過车载音响收听音乐和广播。